# Platystoechotes lineata
Platystoechotes lineata is een insect uit de familie van de Polystoechotidae, die tot de orde netvleugeligen (Neuroptera) behoort. 
Platystoechotes lineata is voor het eerst wetenschappelijk beschreven door Carpenter in 1940.